# The Sims: Histórias da Vida
The Sims: Histórias da Vida é o primeiro lançamento da série de jogos The Sims Histórias.
O jogo apresenta-se diferente das demais séries de jogos The Sims, nessa versão você deve protagonizar a personagem Rita Najura ou de Brito, o jogo lembra bastante uma espécie de série ou novela de TV.
A série The Sims Histórias da Vida pretende focar no público em geral como alvo, já que o jogo possui aparência de novela.

## História
Rita Najura: viveu toda a sua vida em Sim City, até que perdeu o emprego. Diante disso, Rita procurou a única pessoa com quem ela podia contar, sua Tia Corina. Corina sempre foi uma pessoa bondosa e ajudaria Rita quando fosse necessário, portanto Rita arrumou um jeito de ficar na casa da tia, em Quatro Cantos, até que conseguisse se estabilizar novamente.
O jogador ainda enfrenta um trama de amor entre Rita e Orlando Boaboca, um morador da cidade de Quatro Cantos. O trama acontece quando um ex-namorado de Rita a encontra e pretende reconquistá-la.
Brito Mada: Apesar de ser o rico presidente da Gigaterapetaexazettayottabyte Computação e Nanoredes, Brito Mada nunca teve sorte no amor. Enquanto estava em uma viagem de negócios em Sim City, Brito acompanhou o final do maior projeto da GCN: o Satélite de Comunicações SimSat 9000. O lançamento foi perfeito, todos se cumprimentaram e os ganhos já estão a caminho. Agora Brito retorna ansioso para sua mansão em Vila Digital para ver sua namorada, Samanta Gastão. Samanta contou para Brito que, quando ele voltasse, ela teria uma grande surpresa para ele. Talvez a sorte de Brito esteja mudando.

## Modo Clássico
O jogo possui ainda um modo clássico, no qual podem ser construídos casas e sims personalizados pelos jogadores. Nesse modo os jogadores ainda podem viver "histórias de vidas" diferentes.

## Otimização
O jogo pode ser perfeitamente rodado em notebooks e em computadores com placas onboard. Fazendo com que seja acessível a um número maior de jogadores

## Requisitos do sistema
- Sistema Operacional: Windows XP
- 1.4 GHz (1.8 GHz para laptops) ou superior
- Memória RAM: 256MB (512MB para laptops) ou mais
- Unidade de DVD
- Disco Rígido: 2.7GB de espaço livre
- Placa de vídeo compatível com DirectX 9.0c
- Placa de som compatível com DirectX 9.0c

## No Brasil
No Brasil o jogo é vendido oficialmente como os outros jogos da série The Sims, foi criado também para o público brasileiro um profile da personagem protagonista Rita para o orkut, onde os usúarios podem conversar com a personagem.

## Ligações Externas
- Site Brasileiro Oficial de The Sims Histórias
- Blog da personagem Rita
- Ficha do jogo no Gamestart